# Séamus Pattison
Séamus Pattison (n. 19 aprilie 1936, Kilkenny, South-East Region, Ireland⁠(d), Irlanda – d. 4 februarie 2018, Dublin, Irlanda) a fost om politic irlandez, membru al Parlamentului European în perioada 1979-1984 din partea Irlandei.
1. 1 2 3 4 5 6 7 8 9 10 11 12 13   https://www.oireachtas.ie/en/members/member/Séamus-Pattison.D.1961-10-11 Lipsește sau este vid: |title= (ajutor)
2. 1 2   http://www.assembly.coe.int/nw/xml/AssemblyList/MP-Details-EN.asp?MemberID=2824 Lipsește sau este vid: |title= (ajutor)